# Эльнер, Гийом Жозеф
Гийом Жозеф Эльнер (фр. Guillaume Joseph Eulner; 1767—1824) — французский военный деятель, полевой маршал (1821 год), барон (1811 год), участник революционных и наполеоновских войн.

## Биография
Начал службу 22 февраля 1785 года в Шампанском пехотном полку (будущий 8-й линейный). 14 сентября 1792 года перевёлся гусаром в Легион Келлерманна. 1 апреля 1793 года ранен саблей в левую руку в деле у Дю-Пона. 15 апреля 1793 года зачислен гидом в Мозельскую армию. 10 ноября 1794 года – вахмистр. 26 декабря 1794 – лейтенант. 26 сентября 1795 – капитан (утверждён 23 сентября 1800 года). 6 июля 1797 года возглавил роту в 16-м конно-егерском полку.
22 ноября 1806 года произведён в командиры эскадрона 16-го полка. 30 декабря 1806 года возглавил эскадрон 6-го конно-егерского полка. 16 апреля 1809 года был ранен пулей в подбородок в бою у Фонтана-Фреды. 17 апреля 1809 года – майор, заместитель командира 11-го конно-егерского полка. 30 мая 1809 года зазначен временным командиром 6-го конно-егерского полка. Ранен в сражении при Ваграме. 25 сентября 1809 года назначен временным командиром 5-го гусарского полка.  С 18 февраля 1810 года командовал 7-м гусарским полком. Участвовал в Русской кампании 1812 года. Был ранен при Бородино. 8 октября 1814 года сдал командование полком Марбо, и оставался без служебного назначения. В июле 1815 года вышел в отставку.
12 марта 1817 получил французское гражданство. 6 февраля 1821 года произведён в полевые маршалы.

## Титулы
- Барон Эльнер и Империи (фр. baron Eulner et de l'Empire; декрет от 15 августа 1809 года, патент подтверждён 23 февраля 1811 года)[1].

## Награды
Легионер ордена Почётного легиона (14 марта 1806 года)
 Офицер ордена Почётного легиона (28 июня 1812 года)
 Кавалер военного ордена Святого Людовика (18 августа 1814 года)